# Naineris mutilata
Naineris mutilata är en ringmaskart som beskrevs av Treadwell 1931. Naineris mutilata ingår i släktet Naineris och familjen Orbiniidae. Inga underarter finns listade i Catalogue of Life.